# Jang Su-jeong
Jang Su-jeong (kor. 장수정, * 13. März 1995 in Busan) ist eine südkoreanische Tennisspielerin.

## Karriere
Jang begann mit acht Jahren das Tennisspielen und bevorzugt Hartplätze. Sie gewann bisher 12 Einzel- und 17 Doppeltitel auf Turnieren der ITF Women’s World Tennis Tour. Im Juli 2022 gewann Jang in Båstad ihren ersten Einzeltitel auf der WTA Challenger Tour, im Juni 2023 ihren ersten WTA-Challenger-Doppeltitel in Gaiba.
Bei den KDB Korea Open 2013 in Seoul stand sie dank einer Wildcard des Turnierveranstalters zum ersten Mal im Hauptfeld eines WTA-Turniers.
2014 trat sie erstmals für die südkoreanische Fed-Cup-Mannschaft an; ihre Fed-Cup-Bilanz weist bislang 16 Siege bei 10 Niederlagen aus.

## Turniersiege

### Einzel
| Nr. | Datum            | Turnier    | Kategorie      | Belag             | Finalgegnerin   | Ergebnis       |
| --- | ---------------- | ---------- | -------------- | ----------------- | --------------- | -------------- |
| 1.  | 23. Februar 2014 | Salisbury  | ITF $15.000    | Hartplatz         | Wang Yafan      | 6:3, 7:66      |
| 2.  | 9. März 2014     | Mildura    | ITF $15.000    | Rasen             | Alison Bai      | 6:1, 6:3       |
| 3.  | 25. Mai 2014     | Karuizawa  | ITF $25.000    | Rasen             | Arina Rodionova | 6:4, 6:3       |
| 4.  | 1. März 2015     | Clare      | ITF $15.000    | Hartplatz         | Pia König       | 6:3, 6:3       |
| 5.  | 28. März 2015    | Bangkok    | ITF $15.000    | Hartplatz         | Miyabi Inoue    | 6:2, 6:4       |
| 6.  | 10. April 2016   | Kashiwa    | ITF $25.000    | Hartplatz         | Wang Yafan      | 6:4, 1:6, 6:3  |
| 7.  | 28. Juli 2019    | Nonthaburi | ITF W25        | Hartplatz         | Xun Fangying    | 6:1, 2:6, 6:4  |
| 8.  | 21. März 2021    | Antalya    | ITF W15        | Sand              | Mai Hontama     | 4:6, 6:3, 6:2  |
| 9.  | 22. August 2021  | Oldenzaal  | ITF W25        | Sand              | Malene Helgø    | 6:3, 6:2       |
| 10. | 3. April 2022    | Canberra   | ITF W60        | Sand              | Yūki Naitō      | 6:73, 6:1, 6:4 |
| 11. | 9. Juli 2022     | Båstad     | WTA Challenger | Sand              | Rebeka Masarova | 3:6, 6:3, 6:1  |
| 12. | 12. März 2023    | Astana     | ITF W60        | Hartplatz (Halle) | Moyuka Uchijima | 6:1, 6:4       |
| 13. | 2. April 2023    | Kōfu       | ITF W25        | Hartplatz         | Han Na-lae      | 2:6, 6:3, 6:2  |

### Doppel
| Nr. | Datum             | Turnier    | Kategorie      | Belag             | Partnerin          | Finalgegnerinnen                               | Ergebnis          |
| --- | ----------------- | ---------- | -------------- | ----------------- | ------------------ | ---------------------------------------------- | ----------------- |
| 1.  | 29. März 2013     | Bundaberg  | ITF $25.000    | Sand              | Lee So-ra          | Miki Miyamura Varatchaya Wongteanchai          | 7:64, 4:6, [10:8] |
| 2.  | 7. März 2014      | Mildura    | ITF $15.000    | Rasen             | Lee So-ra          | Jessica Moore Aleksandrina Najdenowa           | 6:1, 1:6, [10:4]  |
| 3.  | 27. März 2015     | Bangkok    | ITF $15.000    | Hartplatz         | Vojislava Lukić    | Chanel Simmonds Emily Webley-Smith             | 6:4, 6:4          |
| 4.  | 25. Juli 2015     | Zhengzhou  | ITF $25.000    | Hartplatz         | Han Na-lae         | Chang Liu Zhang Ling                           | 6:0, 6:3          |
| 5.  | 5. September 2015 | Noto       | ITF $25.000    | Teppich           | Lee So-ra          | Chiaki Okadaue Kyōka Okamura                   | 6:3, 2:6, [10:8]  |
| 6.  | 8. April 2017     | Kashiwa    | ITF $25.000    | Hartplatz         | Lee Ya-hsuan       | Han Na-lae Peangtarn Plipuech                  | 6:3, 3:6, [10:4]  |
| 7.  | 17. August 2019   | Huangshan  | ITF W25        | Hartplatz         | Kim Na-ri          | Eudice Chong Ye Qiuyu                          | 7:5, 6:1          |
| 8.  | 27. März 2021     | Antalya    | ITF W15        | Sand              | Sina Herrmann      | Anastasia Dețiuc Darja Viďmanová               | kampflos          |
| 9.  | 3. April 2021     | Antalya    | ITF W15        | Sand              | Lee So-ra          | Paula Pérez García María José Portillo Ramírez | 6:2, 2:6, [10:7]  |
| 10. | 24. Juli 2021     | Kiew       | ITF W25        | Sand              | Bojana Marinković  | Ali Collins Andrea Gámiz                       | 3:6, 6:4, [10:7]  |
| 11. | 26. März 2022     | Canberra   | ITF W60        | Sand              | Han Na-lae         | Yūki Naitō Moyuka Uchijima                     | 3:6, 6:2, [10:5]  |
| 12. | 18. Juni 2022     | Ilkley     | ITF W100       | Rasen             | Lizette Cabrera    | Naiktha Bains Maia Lumsden                     | 67:7, 6:0, [11:9] |
| 13. | 29. Oktober 2022  | Toronto    | ITF W60        | Hartplatz (Halle) | Michaela Bayerlová | Elysia Bolton Jamie Loeb                       | 6:3, 6:2          |
| 14. | 1. April 2023     | Kōfu       | ITF W25        | Hartplatz (Halle) | Han Na-lae         | Georgina García Pérez Eri Hozumi               | 6:0, 6:4          |
| 15. | 6. Mai 2023       | Gifu       | ITF W80        | Hartplatz         | Han Na-lae         | Lee Ya-hsuan Wu Fang-hsien                     | 7:63, 2:6,[10:8]  |
| 16. | 24. Juni 2023     | Gaiba      | WTA Challenger | Rasen             | Han Na-lae         | Weronika Falkowska Katarzyna Piter             | 6:3, 3:6, [10:6]  |
| 17. | 28. April 2024    | Tokio      | ITF W100       | Hartplatz         | Kimberly Birrell   | Aleksandra Krunić Arina Rodionova              | 7:5, 3:6, [10:8]  |
| 18. | 11. Januar 2025   | Nonthaburi | ITF W75        | Hartplatz         | Zheng Wushuang     | Rutuja Bhosale Eudice Chong                    | 4:6, 6:0, [10:6]  |

## Abschneiden bei Grand-Slam-Turnieren

### Dameneinzel
| Turnier         | 2014 | 2015 | 2016 | 2017 | 2018 | 2019 | 2020 | 2021 | 2022 | 2023 | 2024 | Karriere |
| --------------- | ---- | ---- | ---- | ---- | ---- | ---- | ---- | ---- | ---- | ---- | ---- | -------- |
| Australian Open | —    | —    | Q1   | Q2   | Q1   | —    | —    | —    | 1    | Q2   | Q2   | 1        |
| French Open     | —    | —    | —    | Q3   | Q1   | —    | —    | —    | Q1   | Q1   | —    | —        |
| Wimbledon       | —    | Q1   | —    | Q1   | —    | —    |      | —    | Q3   | Q1   | —    | —        |
| US Open         | Q1   | —    | Q1   | Q3   | Q1   | —    | —    | —    | Q1   | Q2   | Q3   | —        |

Zeichenerklärung: S = Turniersieg; F, HF, VF, AF = Einzug ins Finale / Halbfinale / Viertelfinale / Achtelfinale; 1, 2, 3 = Ausscheiden in der 1. / 2. / 3. Hauptrunde; Q1, Q2, Q3 = Ausscheiden in der 1. / 2. / 3. Qualifikationsrunde; nicht ausgetragen

### Juniorinneneinzel
| Turnier         | 2011 | 2012 | Karriere |
| --------------- | ---- | ---- | -------- |
| Australian Open | 2    | 1    | 2        |
| French Open     | —    | —    | —        |
| Wimbledon       | —    | —    | —        |
| US Open         | AF   | —    | AF       |

### Juniorinnendoppel
| Turnier         | 2011 | 2012 | Karriere |
| --------------- | ---- | ---- | -------- |
| Australian Open | 1    | AF   | AF       |
| French Open     | —    | —    | —        |
| Wimbledon       | —    | —    | —        |
| US Open         | AF   | —    | AF       |